# Mallasa
Mallasa es una zona de la ciudad de La Paz. Se encuentra al sur de la ciudad y limita al sur con la municipalidad de Mecapaca. Entre sus principales atractivos se encuentran el Valle de la Luna y el Bioparque Vesty Pakos que cubren una gran parte de la zona. El lugar es frecuentado los fines de semana y posee una variedad de restaurantes con una oferta gastronómica amplia. 
Mallasa limita al norte con el Gramadal, al oeste con Mallasilla y este con Aranjuez, aunque no son colindantes ya que los separa el río La Paz. El clima es de valle de alta montaña con veranos húmedos e inviernos relativamente secos. El principal movimiento económico de la zona se desarrolla en base a restaurantes y parques temáticos de fin de semana. 

## Conflicto de límites
Mallasa, al igual que otras zonas al sur de La Paz han sido objeto de disputa por la municipalidad de Mecapaca la cual se atribuye derechos sobre esa población. Los vecinos de Mallasa y Jupapina tienen problemas tributarios y de administración a causa de los conflictos en el sector, poseen papeles de propiedad de ambas alcaldías en muchos casos y tributan en ambas municipalidades[cita requerida]. Durante los conflictos posteriores a la renuncia de Evo Morales en 2019, los predios de la subalcaldía de Mallasa fueron quemados y destrozados.